# Dries van der Lof
Dries van der Lof, nizozemski dirkač Formule 1, *23. avgust, 1919, Emmen, Nizozemska, † 24. maj 1990, Enschede, Nizozemska.
Dries van der Lof je pokojni nizozemski dirkač Formule 1. Skupaj z Janom Flintermanom je prvi nizozemski dirkač v zgodovini Formule 1, ki je zastopal Nizozemsko na prvenstveni dirki Formule 1. V svoji karieri je nastopil le na domači dirki za Veliko nagrado Nizozemske v sezoni 1952, ko je z dirkalnikom HWM 52 odstopil v sedemdesetem krogu. Umrl je leta 1990.

## Popolni rezultati Formule 1
(legenda) (odebeljene dirke pomenijo najboljši štartni položaj, poševne pa najhitrejši krog, †-uvrščen kljub odstopu)
| Leto | Moštvo                    | Šasija | Motor           | 1   | 2   | 3   | 4   | 5  | 6   | 7       | 8   | Prv | Toč |
| ---- | ------------------------- | ------ | --------------- | --- | --- | --- | --- | -- | --- | ------- | --- | --- | --- |
| 1952 | Hersham and Walton Motors | HWM 52 | Alta Straight-4 | ŠVI | 500 | BEL | FRA | VB | NEM | NIZ Ret | ITA | -   | 0   |